# Georg Mannkopff

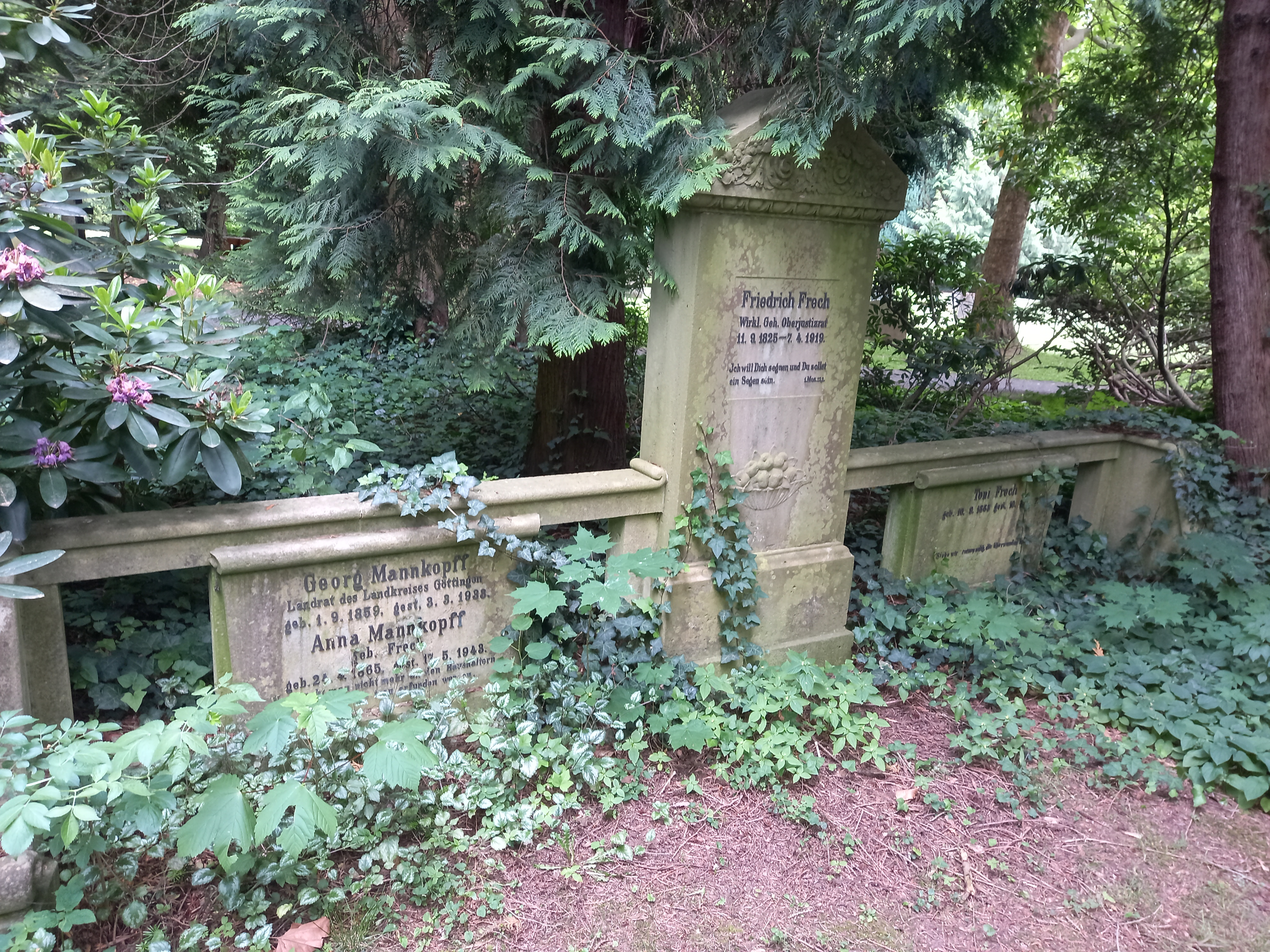
Das Grab von Georg Mannkopff und seiner Ehefrau Anna geborene Frech im Familiengrab Frech auf dem Stadtfriedhof Göttingen

Georg Mannkopff (* 1. September 1859 in Köslin; † 3. März 1933 in Göttingen) war ein deutscher Landrat.

## Leben
Mannkopff war der Sohn des Geheimen Justizrates Julius Mannkopff. Er besuchte 1869 bis 1879 das Gymnasium in Köslin und studierte nach dem Abitur in Marburg, Heidelberg und Berlin Rechts- und Staatswissenschaften. 1883 wurde er Gerichtsreferendar und leistete sein Referendariat am Amtsgericht und am Landgericht Köslin. 1885 wurde er Regierungsreferendar und war am Landratsamt Kolberg und beim Bürgermeisteramt Stolp eingesetzt. Im Oktober 1887 legte er das zweite Staatsexamen ab und wurde Regierungsassessor in Potsdam.
1891 wurde er Landrat im Kreis Wittlich. 1891/1892 leistet er auch Militärdienst als Einjährig-Freiwilliger und schied als Oberleutnant der Reserve aus. 1893 heiratete er. Aus der Ehe gingen vier Kinder hervor. 1903 wurde er zunächst kommissarisch, dann definitiv Landrat im Landkreis Göttingen. Seit 1915 gehörte er auch dem Provinziallandtag der Provinz Hannover an.
Die Abschaffung der Monarchie nach der Novemberrevolution wurde von ihm abgelehnt. Am 1. September 1919 schied er aus dem Provinziallandtag aus und Erich Bachmann rückte für ihn nach. Im Februar 1922 brachte die SPD-Fraktion einen Misstrauensantrag gegen ihn im Kreistag ein, konnte sich aber nicht durchsetzen. Am 1. Oktober 1924 trat er altersbedingt in den Ruhestand.